# Hyundai i30
Hyundai i30 je pětimístný automobil nižší střední třídy vyráběný jihokorejskou automobilkou Hyundai. Na trh byl uveden v roce 2007. Pro evropský trh se v současnosti vyrábí v továrně ve slezských Nošovicích. Patří mezi nejprodávanější automobily v ČR. Výroba modelu byla v Nošovicích zahájena v listopadu 2008 a pokračuje dodnes. V roce 2011 byla představena druhá generace, která prošla faceliftem na začátku roku 2015. Hyundai i30 je nabízen ve třech karosářských variantách: 5dveřový hatchback, kombi (označované také jako i30cw) a třídveřové provedení označované jako 3D.

## První generace (FD) (2007-2011)

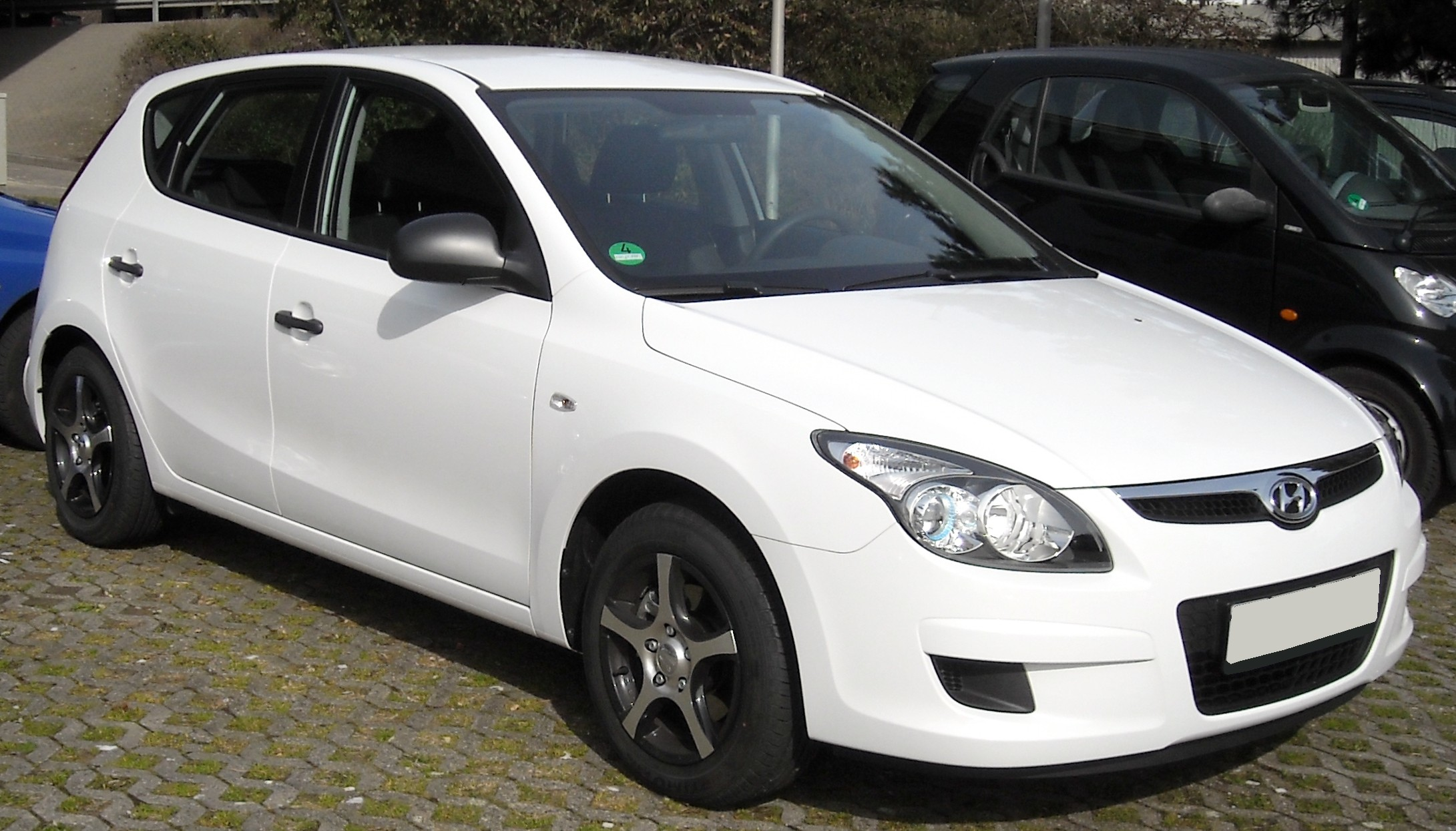
Hyundai i30 první generace

Pětidveřový hatchback se může pochlubit délkou 4 245 mm, šířkou 1 775 mm, výškou 1 480 mm a rozvorem 2 650 mm. Zavazadlový prostor má u hatchbacku objem 340 litrů. Model kombi (i30cw) je oproti hatchbacku delší (4475 mm), vyšší (1520 mm), má větší rozvor (2700 mm) a udávanou základní velikost zavazadlového prostoru 415 litrů.
V ČR byla první generaci modelu i30 nabízena celkem ve čtyřech stupních výbavy (Classic, Comfort, Style a Premium). Standardem bylo osm airbagů, protiblokovací systém brzd (ABS), centrální zamykání, palubní počítač, integrovaný audiosystém s přehrávačem CD a MP3 a patnáctipalcová kola. Za příplatek nebo u vyšších verzí standardně byl nabízen ještě například stabilizační systém (ESP), klimatizace nebo šestnáctipalcová kola.
V roce 2010 Hyundai i30 prošel faceliftem .

### Motory
Základní motorizací první generace i30 byl zážehový motor o objemu 1,4 litru, který nabízí výkon 80 kW (109 koní). Nadstavbou tohoto motoru je 1,6i s 93 kW (126 koní). Vrchol nabídky tvořil motor 2,0i s 105 kW (143 koní). Všechny tyto motory disponují 16V technologií s nepřímým vstřikováním a proměnlivým časováním ventilů.
Zástupci vznětových motorů jsou potom 1,6 CRDi a 2,0 CRDi. Naftové motory využívají přeplňování pomocí turbodmychadel s proměnlivou geometrií lopatek (VGT) a vysokotlaké vstřikování nafty se systémem common rail.
Motor 1,6 CRDi šlo mít ve třech výkonových verzích:
- 66 kW (90 koní)
- 85 kW (116 koní)
- 94 kW (128 koní)

Motor 2,0 CRDi nabízel 103 kW (140 koní).
Převodovky byly nabízeny pětistupňové manuální nebo čtyřstupňové automatické. Výjimku tvoří motory 1,6 CRDi (66, 85 a 94 kW) a 2,0 CRDi (103 kW), ke kterým byla dodávána šestistupňová manuální.

### Bezpečnost
Dle Euro NCAP získala i30 první generace v roce 2008 nejvyšší hodnocení bezpečnosti. Toto hodnocení však i30 získala až po opakovaném testu, kdy výrobce provedl zlepšení v oblasti ochrany kolen. Při prvním crashtestu v roce 2007 získala i30 čtyři hvězdičky za ochranu posádky.
Výsledky v testech Euro NCAP (2008):
- Dospělé osoby  34 bodů
- Děti  38 bodů
- Chodci  14 bodů

## Druhá generace (GD) (od 2012)

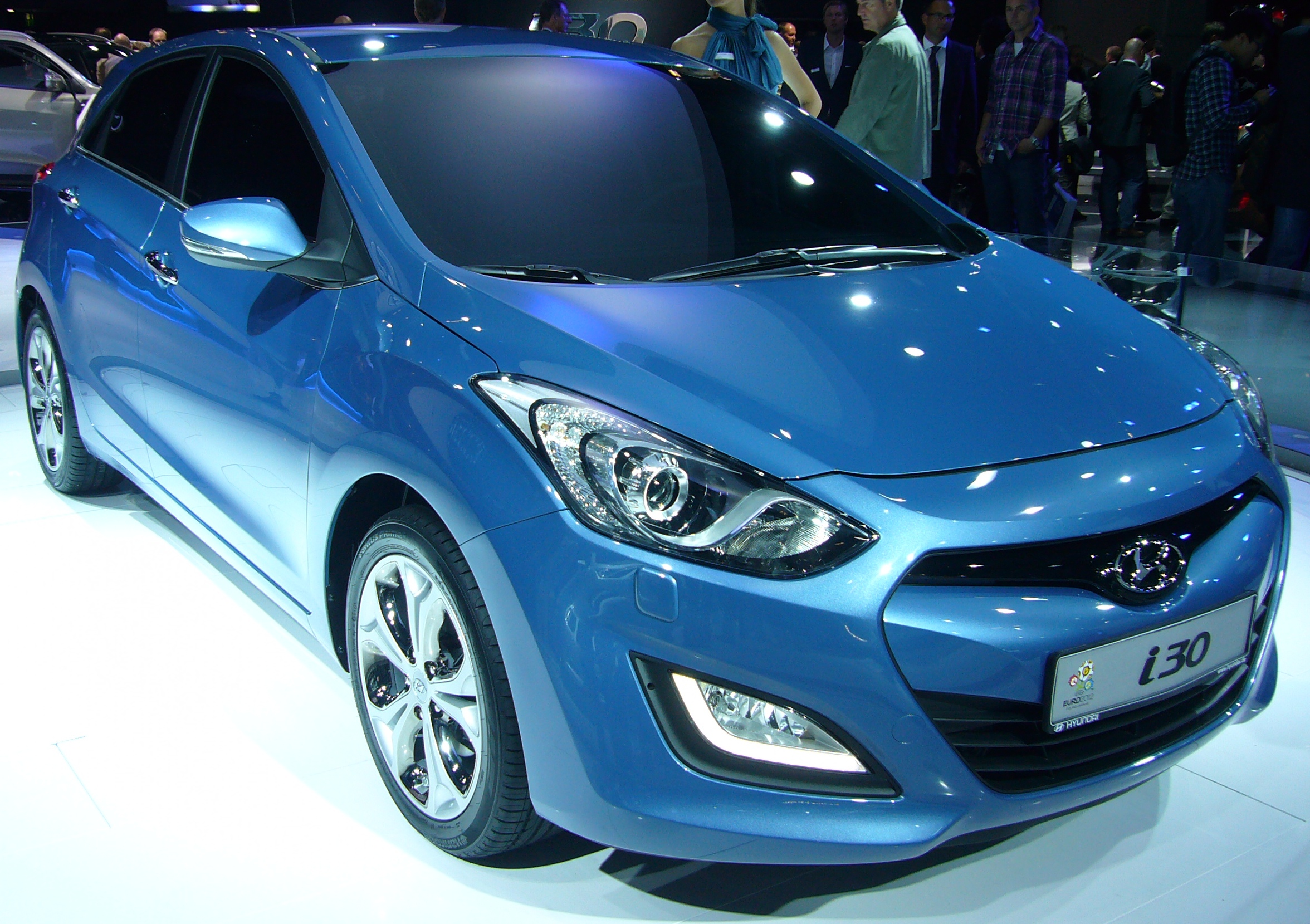
Hyundai i30 druhé generace

Druhá generace se začala prodávat v únoru roku 2012, nejdříve jako pětidveřový hatchback. Později v průběhu roku byla do nabídky doplněna varianta kombi a v roce 2013 také provedení třídveřový hatchback.
Nová generace dostala inovovanou nabídku motorů. Novinkou byl motor 1,6 GDI s přímým vstřikem paliva do válců. Na rozdíl od předchozí generace sdílí provedení kombi i hatchback stejný rozvor (kombi první generace ho mělo prodloužený). Rozšířena byla sériová výbava (např. o systém ESP) a doplněna byla také výbava na přání (např. panoramatické střešní okno, dvouzónová automatická klimatizace). I druhá generace si ponechává vyspělou víceprvkovou zadní nápravu. Vůz plní emisní normu EURO 5.
Zvláštností vozů prodávaných v ČR jsou dvě různé přední masky vozu, kdy klasická maska je určena pouze pro základní úrovně výbavy, zatímco vyšší výbavové stupně (Weekend, Style, Premium) dostávaly sportovní přední masku s dvěma chromovanými lištami.
Od roku 2015 je nabízen faceliftovaný model, který se liší zejména vizuálně (nová čelní maska) a drobnými změnami ve výbavě. Zároveň došlo k rozšíření palety motorů o přeplňovaný zážehový motor 1,6 T-GDI s výkonem 186 koňských sil (137 kW), s nímž sportovně laděný model označovaný jako i30 Turbo vyvine maximální rychlost až 219 km/h a dokáže zrychlit z nuly na 100 km/h za 8,0 sekundy. Po faceliftu plní všechny motory emisní normu EURO 6.

### Rozměry
| Hyundai i30 | Hatchback | Kombi |
| ----------- | --------- | ----- |
| Délka (mm)  | 4300      | 4485  |
| Šířka (mm)  | 1780      | 1780  |
| Výška (mm)  | 1470      | 1500  |
| Rozvor (mm) | 2650      | 2650  |

### Motory

#### 2012–2014
| Hyundai i30          |                |                 |                |                 |                    |                    |
| -------------------- | -------------- | --------------- | -------------- | --------------- | ------------------ | ------------------ |
| Motor                | 1,4i MPI CVVT  | 1,6i MPI D-CVVT | 1,6 GDI D-CVVT | 1,4 CRDi        | 1,6 CRDi VGT 81 kW | 1,6 CRDi VGT 94 kW |
| Převodovka           | 6 st. manuální | 6 st. manuální  | 6 st. manuální | 6. st. manuální | 6 st. manuální     | 6 st. manuální     |
| Palivo               | Benzin         | Benzin          | Benzin         | Diesel (nafta)  | Diesel (nafta)     | Diesel (nafta)     |
| Objem motoru         | 1396 cm³       | 1591 cm³        | 1591 cm³       | 1396 cm³        | 1582 cm³           | 1582 cm³           |
| Výkon                | 73,2 kW        | 88 kW           | 99 kW          | 66 kW           | 81 kW              | 94 kW              |
| Kroutící moment      | 137 Nm         | 156 Nm          | 164 Nm         | 220 Nm          | 260 Nm             | 260 Nm             |
| Max. rychlost        | 182 km/h       | 192 km/h        | 195 km/h       | 170 km/h        | 185 km/h           | 197 km/h           |
| Zrychlení 0-100      | 13,2 s         | 10,9 s          | 9,9 s          | 13,5 s          | 11,5 s             | 10,9 s             |
| Kombinovaná spotřeba | 6,0 l/100 km   | 6,3 l/100 km    | 5,7 l/100 km   | 4,5 l/100 km    | 4,1 l/100 km       | 4,1 l/100 km       |

#### 2015–dodnes
| Hyundai i30          |                 |                 |                |                  |                 |                |                |
| -------------------- | --------------- | --------------- | -------------- | ---------------- | --------------- | -------------- | -------------- |
| Motor                | 1,4i MPI D-CVVT | 1,6i MPI D-CVVT | 1,6 GDI D-CVVT | 1,6 T-GDI D-CVVT | 1,4 CRDi        | 1,6 CRDi VGT   | 1,6 CRDi VGT   |
| Převodovka           | 6 st. manuální  | 6 st. manuální  | 6 st. manuální | 6 st. manuální   | 6. st. manuální | 6 st. manuální | 6 st. manuální |
| Palivo               | Benzin          | Benzin          | Benzin         | Benzin           | Diesel (nafta)  | Diesel (nafta) | Diesel (nafta) |
| Objem motoru         | 1368 cm³        | 1591 cm³        | 1591 cm³       | 1591 cm³         | 1396 cm³        | 1582 cm³       | 1582 cm³       |
| Výkon                | 73,6 kW         | 88 kW           | 99 kW          | 137 kW           | 66 kW           | 81 kW          | 100 kW         |
| Kroutící moment      | 134 Nm          | 156 Nm          | 164,3 Nm       | 265 Nm           | 240 Nm          | 280 Nm         | 280 Nm         |
| Max. rychlost        | 183 km/h        | 192 km/h        | 195 km/h       | 219 km/h         | 173 km/h        | 190 km/h       | 197 km/h       |
| Zrychlení 0-100      | 12,7 s          | 10,9 s          | 9,9 s          | 8,0 s            | 13,5 s          | 11,1 s         | 10,2 s         |
| Kombinovaná spotřeba | 6,0 l/100 km    | 6,3 l/100 km    | 5,7 l/100 km   | 7,3 l/100 km     | 4,2 l/100 km    | 4,0 l/100 km   | 4,0 l/100 km   |

### Bezpečnost
Druhá generaace získala dle nárazových testů Euro-NCAP nejvyšší hodnocení bezpečnosti.
Výsledky v testech Euro NCAP (2012):
- Dospělí: 90 %
- Děti: 90 %
- Chodci: 67 %
- Bezpečnostní systémy: 86 %

## Třetí generace PD (od 2017)

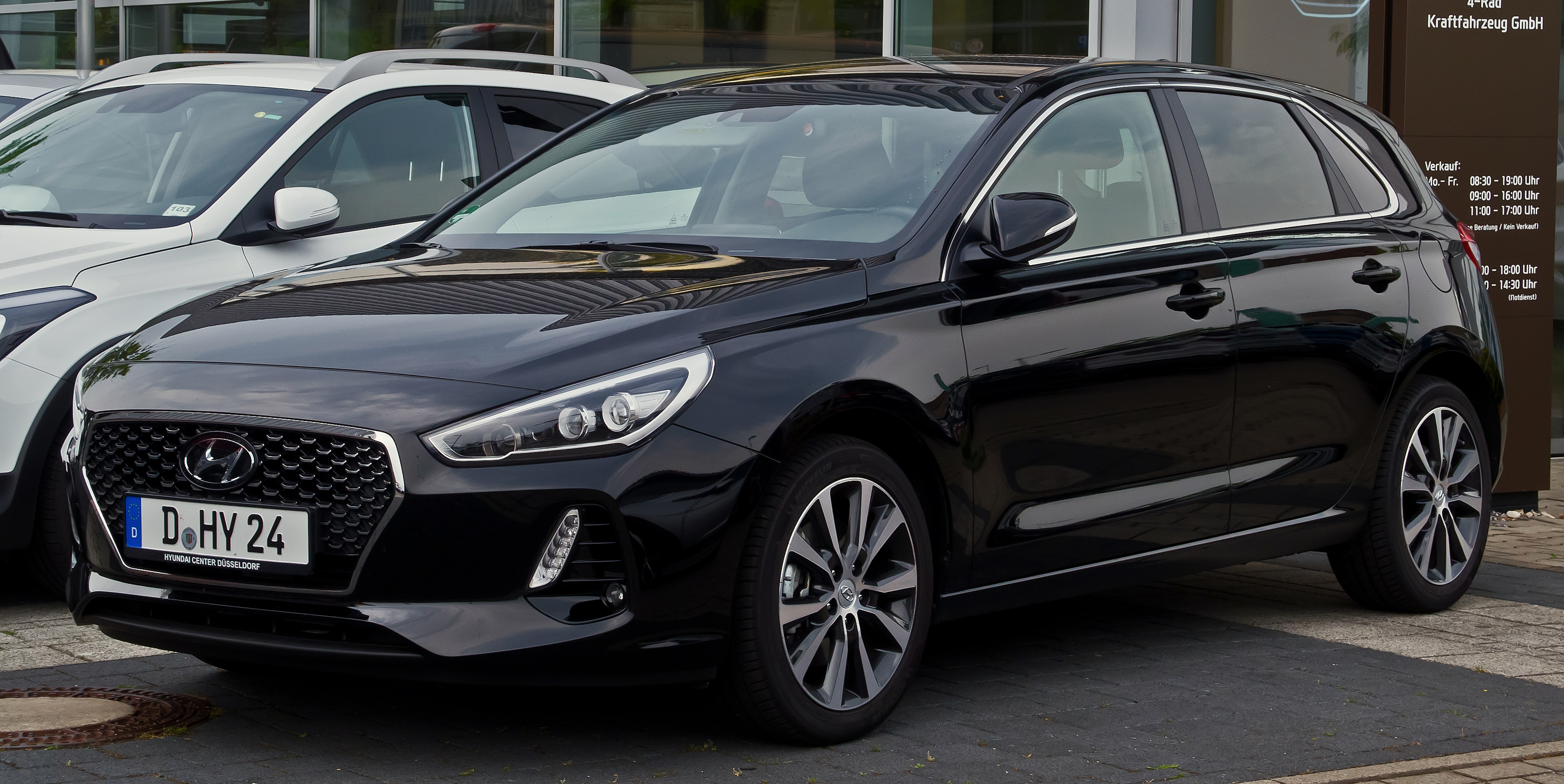
Hyundai i30 (PD)

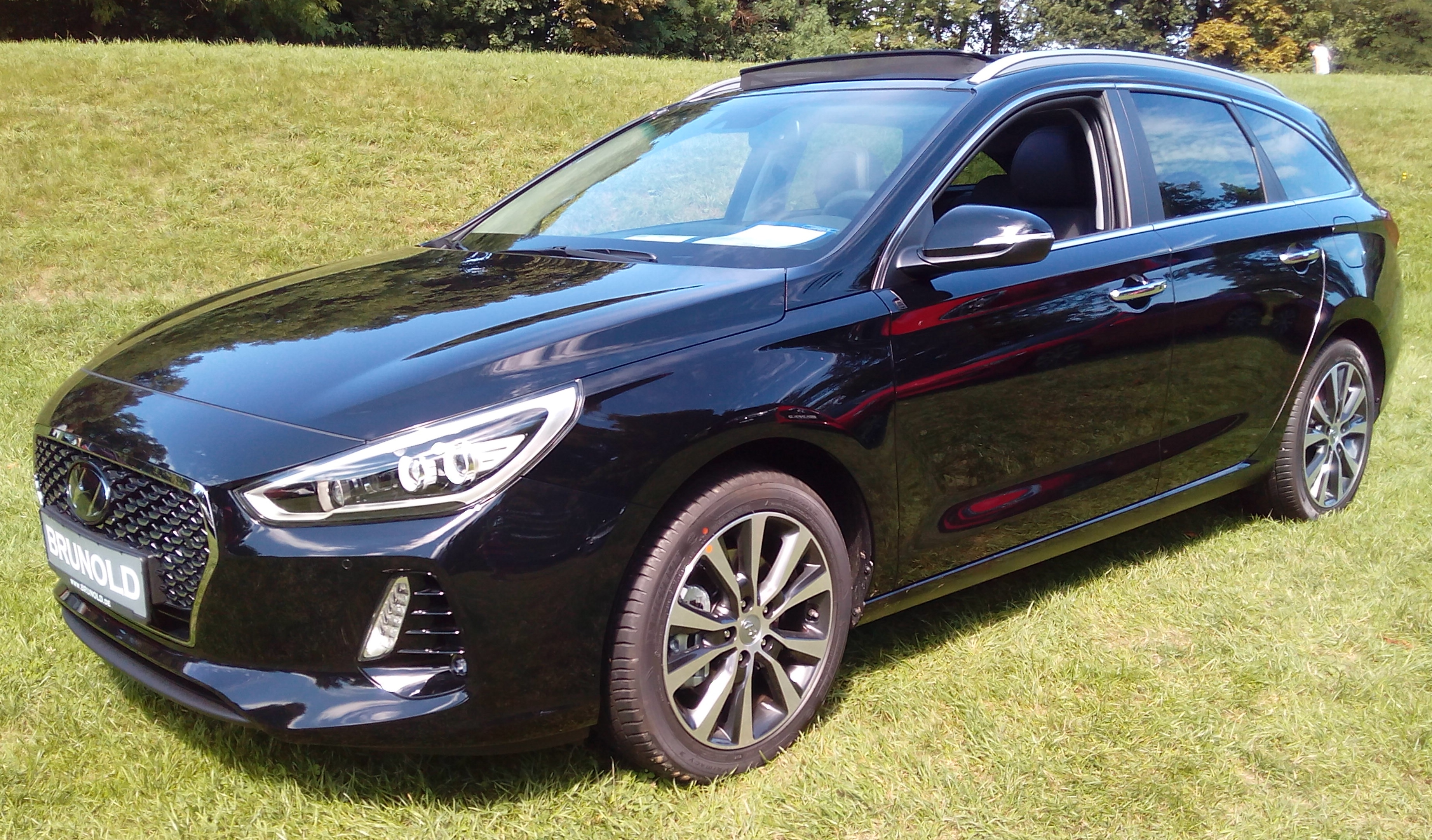
Hyundai i30 kombi (PD)

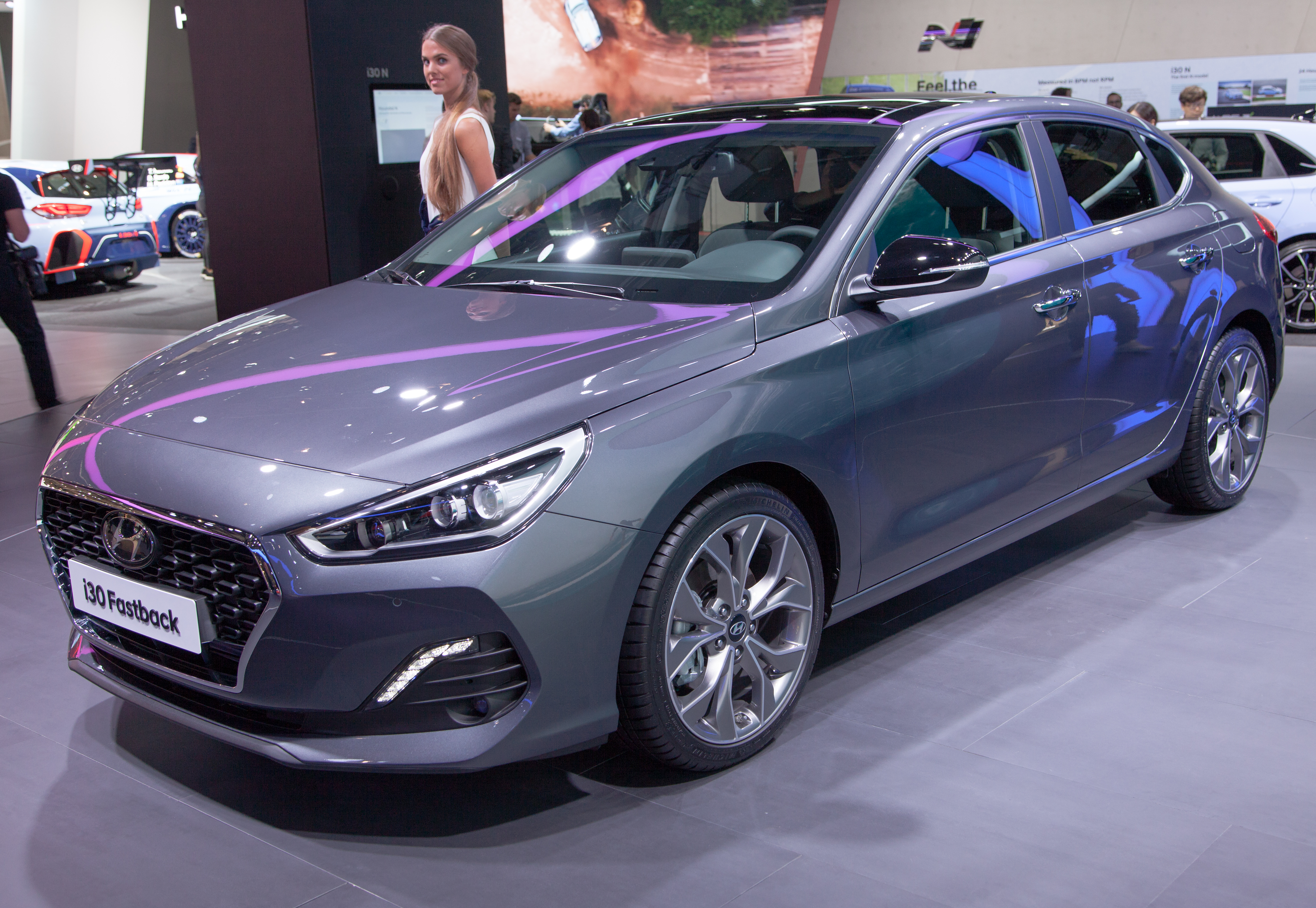
Hyundai i30 Fastback (PD)

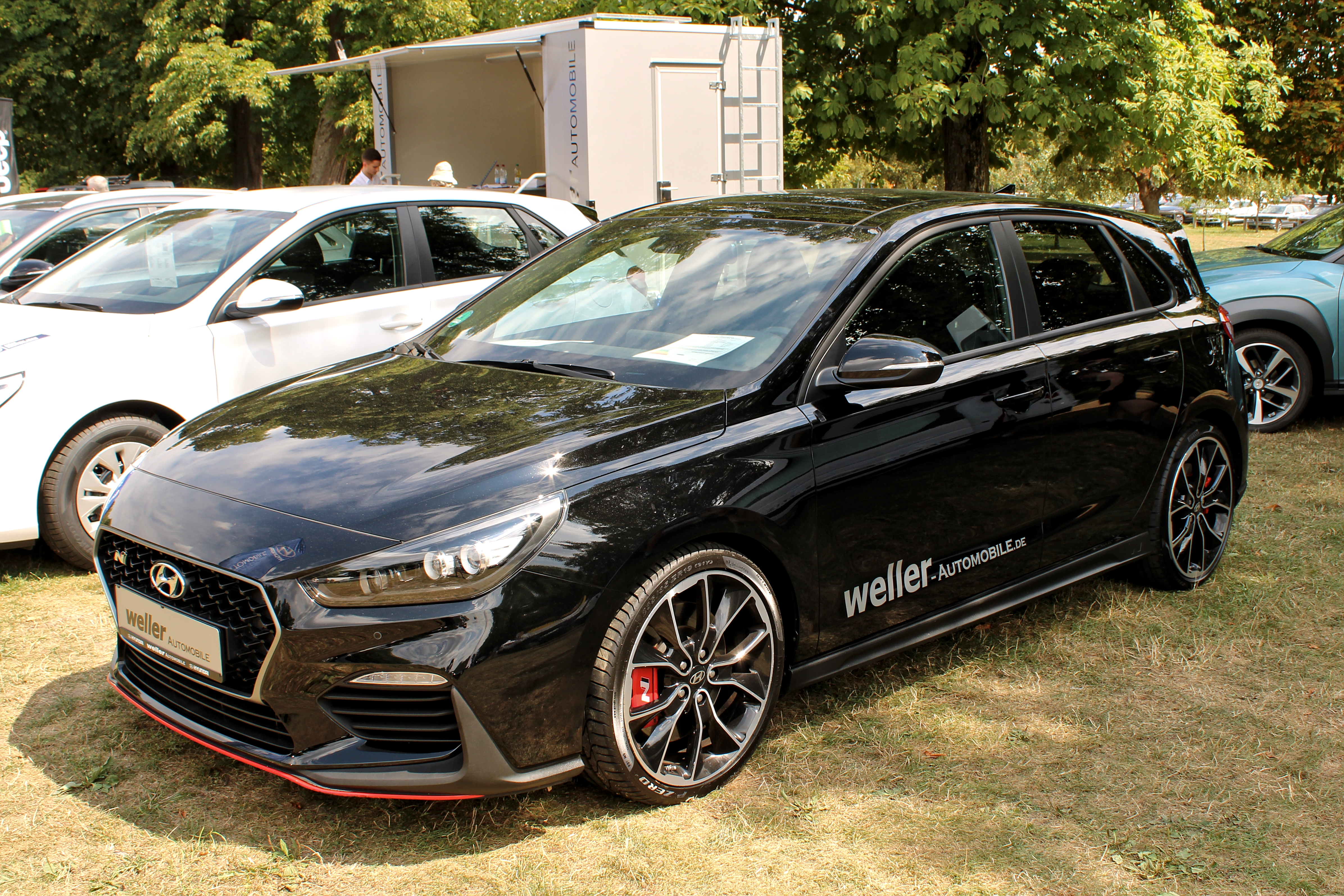
Hyundai i30 N (PD)

Třetí generace se vyrábí od začátku roku 2017 v karoserii hatchback. V létě 2017 přichází na trh varianta kombi. Nově je zde dostupný 48 V plug-in hybrid u 1.0 T-GDI a povinný u 1.5 T-GDI motorů.
Na konci roku 2017 přišla "ostrá" varianta hatchback verze "N" s dvoulitrovým přeplňovaným čtyřválcem. Na začátku roku 2018 přišla na trh i nová karosářská varianta Fastback, následovaná ostrou verzí Fastback N.

### Rozměry
| Hyundai i30 | Hatchback | Kombi | Fastback |
| ----------- | --------- | ----- | -------- |
| Délka (mm)  | 4340      | 4585  | 4455     |
| Šířka (mm)  | 1795      | 1780  | 1795     |
| Výška (mm)  | 1455      | 1465  | 1425     |
| Rozvor (mm) | 2650      | 2650  | 2650     |

### Motory benzínové
| Hyundai i30          |                 |                  |                 |                   |                |                           |                              |
| -------------------- | --------------- | ---------------- | --------------- | ----------------- | -------------- | ------------------------- | ---------------------------- |
| Motor                | 1,4i MPI D-CVVT | 1,0 T-GDI D-CVVT | 1,4 TGDI D-CVVT | 1,4 TGDI D-CVVT   | 1,5 T-GDI*     | 2,0 T-GDI E-CVVT          | 2,0 performance T-GDI E-CVVT |
| Převodovka           | 6 st. manuální  | 6 st. manuální   | 6 st. manuální  | 7 st. automat DTC | 6 st. manuální | 6 st. manuální            | 6 st. manuální               |
| Palivo               | Benzin          | Benzin           | Benzin          | Benzin            | Benzin         | Benzin                    | Benzin                       |
| Objem motoru         | 1368 cm³        | 998 cm³          | 1353 cm³        | 1353 cm³          | 1482 cm3       | 1998 cm³                  | 1998 cm³                     |
| Výkon                | 73,3 kW         | 88,3 kW          | 103 kW          | 103 kW            | 117,5 kW       | 184 kW                    | 202 kW                       |
| Kroutící moment      | 134 Nm          | 172 Nm           | 242 Nm          | 242 Nm            | 253 Nm         | 353 Nm (378 Nm overboost) | 353 Nm (378 Nm overboost)    |
| Max. rychlost        | 183 km/h        | 190 km/h         | 210 km/h        | 205 km/h          | 210 km/h       | 250 km/h                  | 250 km/h                     |
| Zrychlení 0-100      | 12,6 s          | 11,1 s           | 8,9 s           | 9,2 s             | 8,6 s          | 6,4 s                     | 6,1 s                        |
| Kombinovaná spotřeba | 5,4 l/100 km    | 5,0 l/100 km     | 5,4 l/100 km    | 5,5 l/100 km      | 6,5 l/100 km   | 7,7 l/100 km              | 7,8 l/100 km                 |

*údaje pro kombi (WG)
Motory dieselové
| Hyundai i30          |                 |                |                   |                |                   |
| -------------------- | --------------- | -------------- | ----------------- | -------------- | ----------------- |
| Motor                | 1,6 CRDi        | 1,6 CRDi       | 1,6 CRDi          | 1,6 CRDi       | 1,6 CRDi          |
| Převodovka           | 6. st. manuální | 6 st. manuální | 7 st. automat DTC | 6 st. manuální | 7 st. automat DTC |
| Palivo               | Diesel (nafta)  | Diesel (nafta) | Diesel (nafta)    | Diesel (nafta) | Diesel (nafta)    |
| Objem motoru         | 1582 cm³        | 1582 cm³       | 1582 cm³          | 1582 cm³       | 1582 cm³          |
| Výkon                | 70 kW           | 81 kW          | 81 kW             | 100 kW         | 100 kW            |
| Kroutící moment      | 280 Nm          | 280 Nm         | 300 Nm            | 280 Nm         | 300 Nm            |
| Max. rychlost        | 186 km/h        | 190 km/h       | 190 km/h          | 200 km/h       | 200 km/h          |
| Zrychlení 0-100      | 12,2 s          | 11,0 s         | 11,2 s            | 10,2 s         | 10,6 s            |
| Kombinovaná spotřeba | 3,6 l/100 km    | 3,8 l/100 km   | 4,1 l/100 km      | 3,9 l/100 km   | 4,1 l/100 km      |

### Bezpečnost
Třetí generace získala dle nárazových testů Euro-NCAP nejvyšší hodnocení bezpečnosti.
Výsledky v testech Euro NCAP (2017):
- Dospělí: 88 %
- Děti: 84 %
- Chodci: 64 %
- Bezpečnostní systémy: 68 %